# Солоникский сельсовет
Солоникский сельсовет — административная единица на территории Полоцкого района Витебской области Белоруссии. Административный центр — деревня  Богатырская.

## Состав
Солоникский сельсовет включает 17 населённых пунктов:
- Бараново — деревня.
- Беловодка — деревня.
- Богатырская — деревня.
- Горовые — деревня.
- Дубровно — деревня.
- Ёвнино — деревня.
- Зюзино — деревня.
- Кондраши — деревня.
- Минтурово — деревня.
- Ореховичи — деревня.
- Секеровщина — деревня.
- Скабы — деревня.
- Слобода — деревня.
- Солоники — деревня.
- Струнье — деревня.
- Тросница — деревня.
- Черемушкино — деревня.